# Центр (община)
Община Центр (мак. Општина Центар) — община в Північній Македонії. Община є адміністративною одиницею-мікрорайоном столиці країни — Скоп'є, розташована на півночі Македонії, Скопський статистично-економічний регіон, з населенням 45 362 мешканців, які проживають в общині з площею 7,52 км².